# Ожгіха
Ожгі́ха (рос. Ожгиха) — присілок у складі Комишловського району Свердловської області. Входить до складу Заріченського сільського поселення.
Населення — 553 особи (2010, 611 у 2002).
Національний склад станом на 2002 рік: росіяни — 93 %.